# Grand Prix Hassan II 1987
Il Grand Prix Hassan II 1987 è stato un torneo di tennis facente parte della categoria ATP Challenger Series nell'ambito dell'ATP Challenger Series 1987. Il torneo si è giocato a Casablanca in Marocco dal 12 al 18 ottobre 1987 su campi in terra rossa.

## Vincitori

### Singolare
Lawson Duncan ha battuto in finale  Massimiliano Narducci con il punteggio di 7–5, 6–1

### Doppio
José López Maeso /  Alberto Tous hanno battuto in finale  Massimo Cierro /  Alessandro De Minicis con il punteggio di 7–6, 6–2